# Bia Lessa
Beatriz Ferreira Lessa, conhecida como Bia Lessa (São Paulo, 10 de junho de 1958), é uma atriz e diretora brasileira.

## Biografia
Estudou no Tablado. Estreou como atriz em Maroquinhas Fru-Fru, de Maria Clara Machado, com direção de Wolf Maya. Com Gilda Guilhon e Daniel Dantas, montou o Carranca, núcleo de teatro de rua político, que apresentou na Rocinha Zona do Agrião, adaptação de Senhor Puntilla e Seu Criado Matti, de Bertolt Brecht.
Em 1981, atuou na peça de Nelson Rodrigues, O Eterno Retorno, e Macunaíma de Antunes Filho, com quem trabalhou por dois anos. Já no Rio de Janeiro, fez sua primeira direção em A Terra dos Meninos Pelados, 1983, adaptação para obra de Graciliano Ramos, que se torna um acontecimento do teatro infantil daquele ano
. Em 1983, fez Ordélia no sucesso Sítio do Picapau.
Adaptou para o teatro a obra Orlando - Uma Biografia de Virginia Woolf, tendo como protagonista a atriz Fernanda Torres. Também adaptou As Três Irmãs de Tchekov  Em 1997, dirigiu junto com Dany Roland o filme Crede-mi, baseado em uma obra de Thomas Mann.
Em 1999 realiza a exposição Brasileiro que nem eu. Que nem quem? na FAAP em São Paulo, estabelecendo a participação do espectador como fator determinante da Museologia. Em seguida é a artista convidada para criar o Pavilhão do Brasil na EXPO 2000 em Hanover (Exposição Universal), que se torna o terceiro pavilhão mais visitado de toda a exposição.
Paralelamente a esse trabalho realiza em São Paulo no prédio da Bienal o Módulo Barroco da Mostra do Redescobrimento do Brasil, onde cria um enorme jardim de flores de papel crepon onde a arte barroca brasileira é exposta. Dando sequência as exposições realiza a Exposição Claro e Explícito no Itaú Cultural, tendo como tema a violência. Em seguida realiza a Exposição "Grande Sertão Veredas", a partir do livro de Guimarães Rosa para a inauguração do Museu da Língua Portuguesa. Paralelo aos trabalhos de curadoria e museologia  dirige os espetáculos Medea com Renata Sorrah, Formas Breves com profissionais de diferentes áreas, dirige também os espetáculos de musica  Brasileirinho, Tempo, tempo, tempo, Dentro do Mar tem Rio e Festa, Amor e Devoção de Maria Bethânia, e também shows de Gal Costa, Ana Carolina, Margarethe Menezes, Vanessa da Mata e importantes eventos  como a criação do Festival Back to Black, Premio do Cinema Brasileiro, Movimento Afro-Pop na Bahia, Prêmio da Ordem do Mérito Cultural
Dirige seu primeiro longa-metragem CREDE-MI juntamente com Dany Roland a partir da obra O Eleito de Thomas Mann e participa da Mostra paralela do Festival de Berlin e a partir daí o filme viaja por importantes festivais de cinema no mundo.
Realiza em Parati o primeiro museu oral brasileiro, obra que lhe rendeu o convite para a realização de 3 outros Museus: O Paço do Frevo, que foi inaugurado, no Recife (Pernambuco), em 09 de fevereiro de 2014; O Museu das Revoluções e o Museu do Homem Brasileiro, estes em fase de desenvolvimento.
Em 2010 reinaugura o Theatro Municipal do Rio de Janeiro com a ópera de Verdi, O trovador. No mesmo ano foi contratada pelo Ministério da Cultura para a direção e produção da cerimônia de entrega da Ordem do Mérito Cultural.
Em 2013 Lessa foi convidada para ser a carnavalesca da São Clemente, mas Bia Lessa acabou abandonando o projeto devido a divergências criativas com a diretoria da escola.
Em 2016 Bia Lessa e Roland codirigiram seu segundo filme, Então Morri, que estreou oficialmente no Festival do Rio ganhando o prêmio de "Melhor Filme".
Em 2019 estreou uma nova montagem de Macunaíma, de Mário de Andrade.

## Participação no Teatro
Como diretora
- A casa dos Meninos Pelados Graciliano Ramos
- Cena da Origem Haroldo de Campos
- Orlando - texto de Virginia Woolf
- Viagem ao Centro da Terra Júlio Verne
- Cartas Portuguesas Mariana Alcoforado
- O Homem sem Qualidades Robert Musil
- Futebol Alberto Renault
- As Três Irmas Anton Tchecov
- Casa de bonecas Henrik Ibsen
- Medéia
- Formas Breves de Bia Lessa e Maria Borba
- Grande Sertão : Veredas Guimarães Rosa ( 2017)
- P I Panorama Insano  André Sant'anna, Jô Bilac (2018)

Cenários e figurinos
- Claros Breus - Turnê de Maria Bethânia
- Adorável Desgraçada de Leilah Assumpção
- Brasileirinho - Maria Bethania
- Tempo, tempo, tempo - Maria Bethania
- Dentro do Mar tem Rio e Festa  - Maria Bethania
- Amor e Devoção - Maria Bethania
- Carta de Amor - Turnê de Maria Bethânia